# Comitancillo
Comitancillo è un comune del Guatemala facente parte del dipartimento di San Marcos.